# Joseph Kutter
Joseph Jean Ferdinand Kutter (Lussemburgo, 12 dicembre 1894 – Lussemburgo, 2 gennaio 1941) è stato un pittore lussemburghese.

## Biografia

### La gioventù
Kutter nacque nel 1894 a Lussemburgo da Paul Kutter, ricordato per essere stato uno dei primi fotografi della città. Interessatosi sin da giovane alla pittura, Kutter frequentò prima la Ecole d'Artisans a Lussemburgo e poi le scuole di arte decorativa a Strasburgo e Monaco di Baviera. Dal 1917 al 1918 studiò all'Accademia d'arte di Monaco dove ebbe modo di conoscere uno stile pittorico ispirato a Wilhelm Leibl. Sempre nel 1918, il suo stile pittorico si avvicinò significativamente all'espressionismo e all'arte di Cézanne.

### Carriera artistica
Dal 1919 presentò i suoi dipinti alle mostre secessioniste di Monaco. Tornò a vivere a Lussemburgo nel 1924, ma continuò a esporre le sue opere a Monaco fino al 1932 a causa delle critiche negative ricevute dai suoi dipinti di nudo che aveva esibì nella sua città natale. Dal 1925 mostrò un crescente interesse verso l'espressionismo fiammingo che stava fiorendo in Belgio e Francia. Incoraggiato da André de Ridder, critico d'arte belga e sostenitore dell'espressionismo, Kutter partecipò al Salon d'Automne del 1926 a Parigi. Lo stesso anno, Kutter inaugurò il movimento di secessione lussemburghese. A partire dal 1927, il pittore iniziò a esporre le sue tele nel salone artistico di quella neonata corrente.
Continuò anche a presentare i suoi dipinti al Salon d'Automne di Parigi e divenne un noto artista in Francia e Belgio, ma era poco conosciuto in Germania. Nel 1933, in seguito all'ascesa al potere di Adolf Hitler, Kutter smise di dipingere nella nazione tedesca perché considerato un "artista degenerato". Nel 1936 fu incaricato di dipingere due grandi opere che ritraevano la capitale del Lussemburgo e Clervaux per l'Expo 1937. Mentre lavorava a quelle tele, iniziò a soffrire di una malattia dolorosa che i medici non furono in grado di diagnosticare. Più tardi, pochi anni prima di morire nel 1937, dipinse i suoi noti pagliacci, in cui l'artista esprime tutta la sua ansia e sofferenza.

## Stile
I dipinti di Kutter seguono le orme dell'espressionismo e, sebbene avesse trascorso diversi anni in Germania, Kutter risentiva principalmente la lezione di alcune tendenze artistiche belghe e francesi, come l'impressionismo. L'artista adottava pennellate sicure e colori intensi per realizzare le sue tele e, oltre ai paesaggi e alle composizioni floreali, prediligeva le figure umane, spesso raffigurate in primo piano come se fossero fotografate e ritratte volutamente con dei nasi eccessivamente grandi, come confermano ad esempio i suoi clown tristi.
I due grandi dipinti che gli furono commissionati per il padiglione lussemburghese in occasione dell'Esposizione mondiale del 1937 sono considerati ottimi esempi del suo stile espressionista maturo: in Luxembourg vengono risaltati i terrazzi accatastati delle case che, assieme alle superfici taglienti delle mura difensive, conferiscono agli edifici un aspetto minaccioso e acuiscono il senso di pericolosità delle fortificazioni.

## Galleria d'immagini

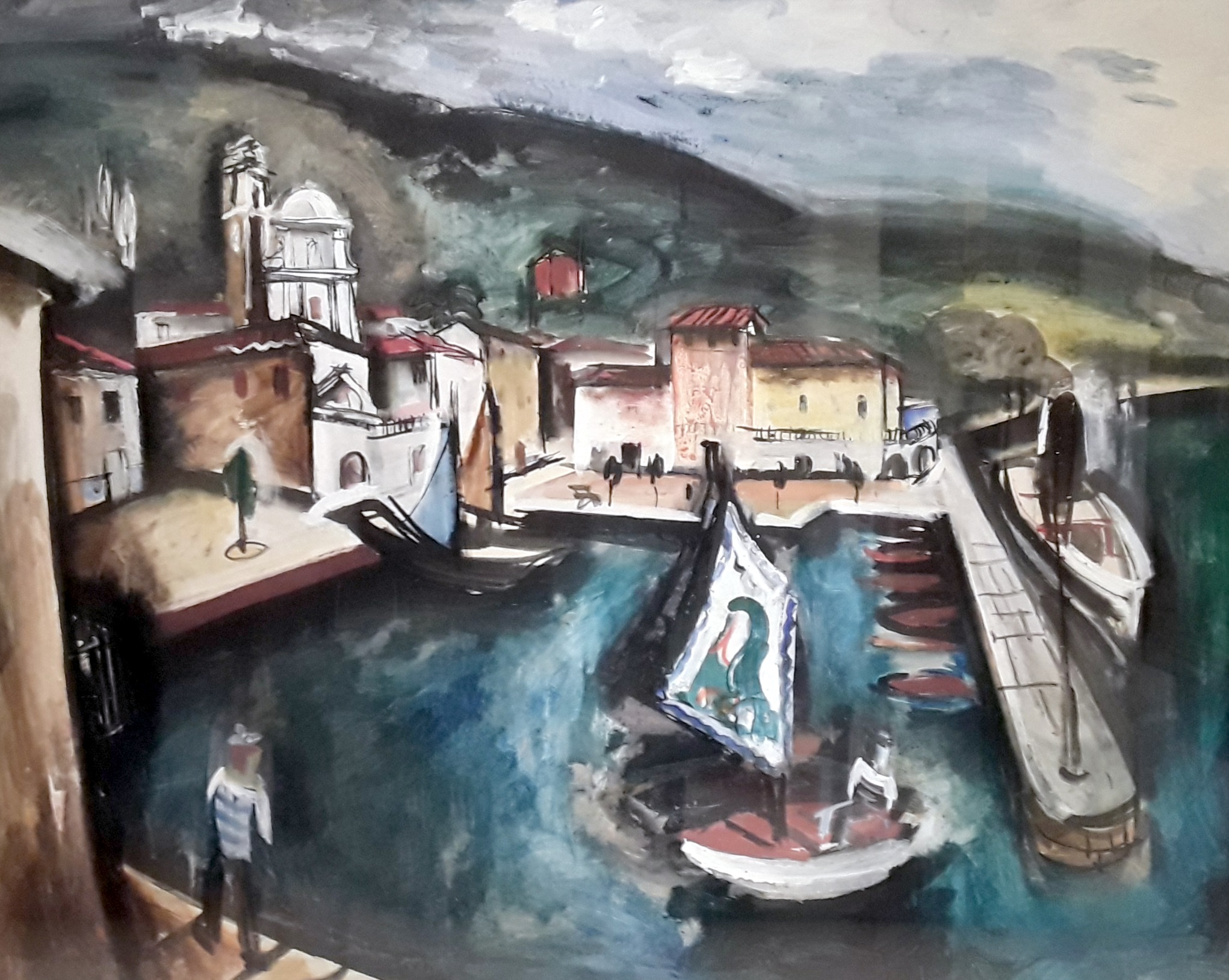
Malcesine (ca. 1931)
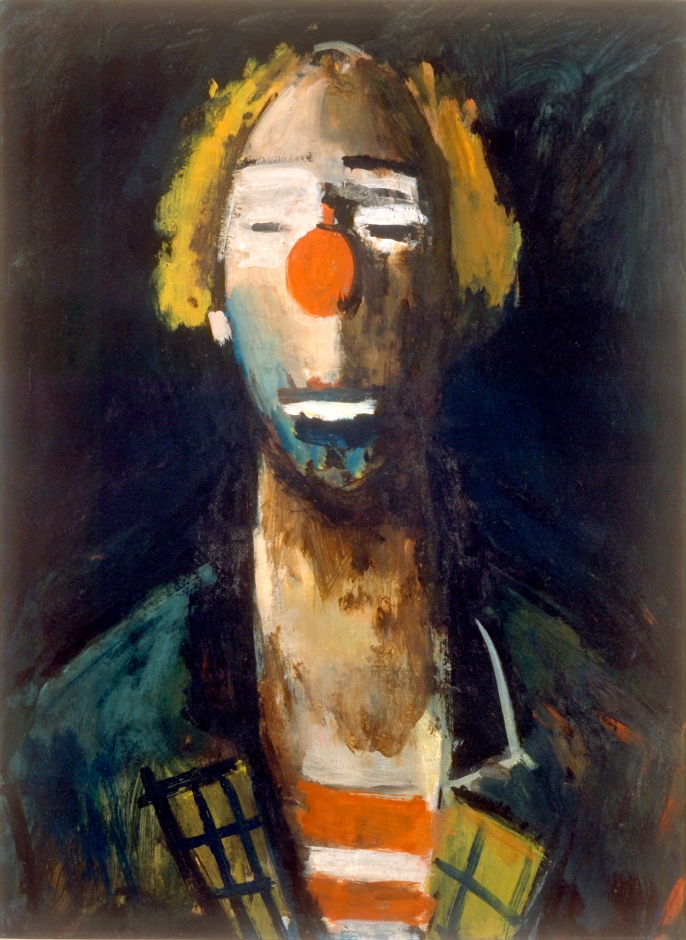
Tête de Clown (1935-41)
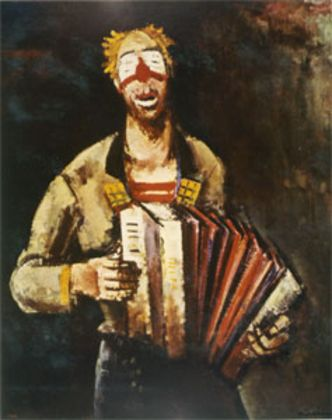
Clown avec accordéon (1936)
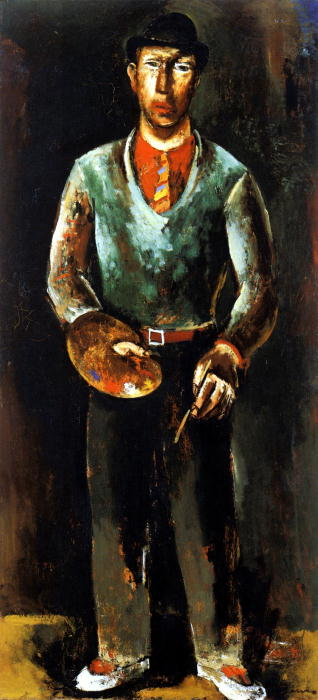
Autoritratto (ca. 1936)
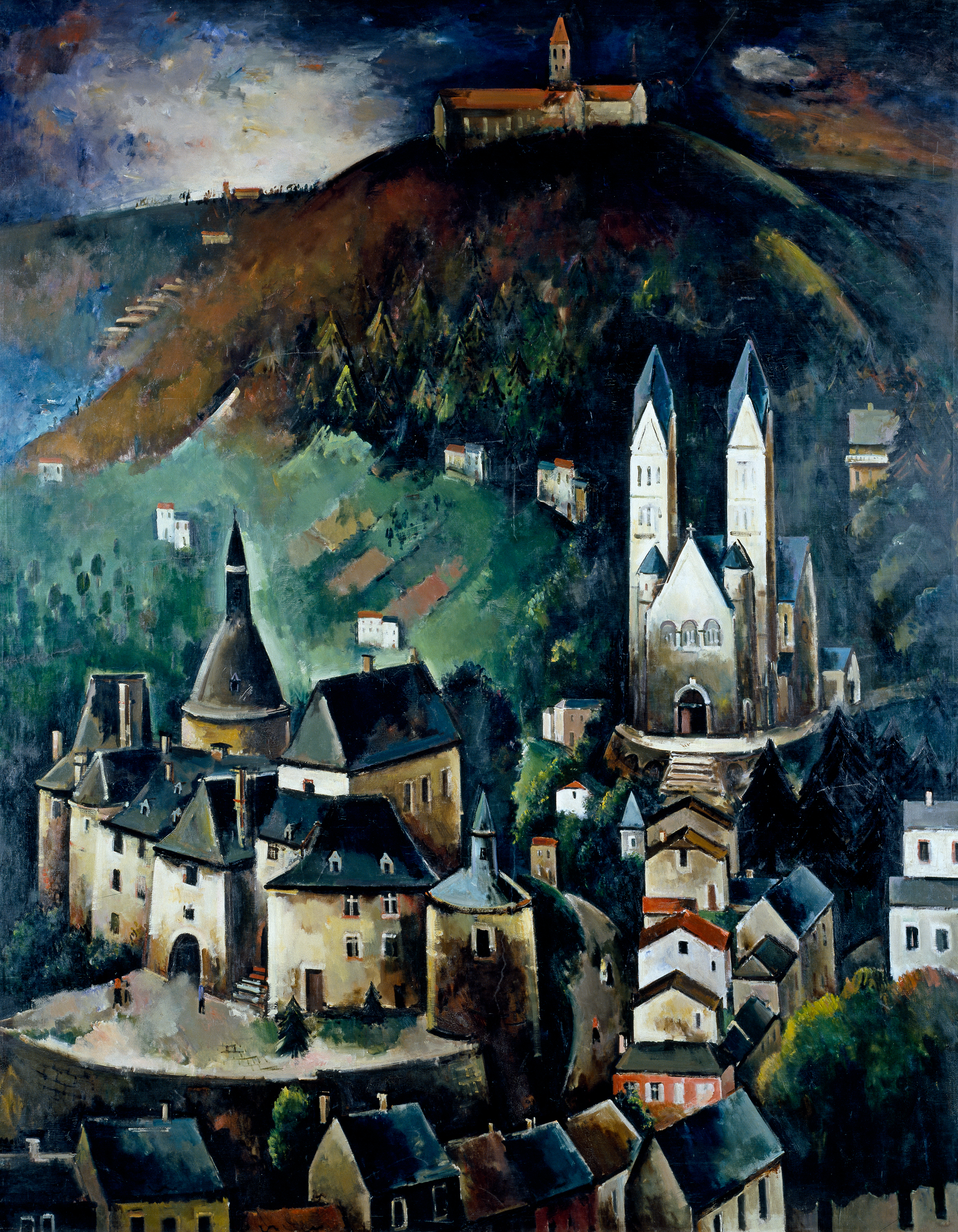
Clervaux (1936-7)
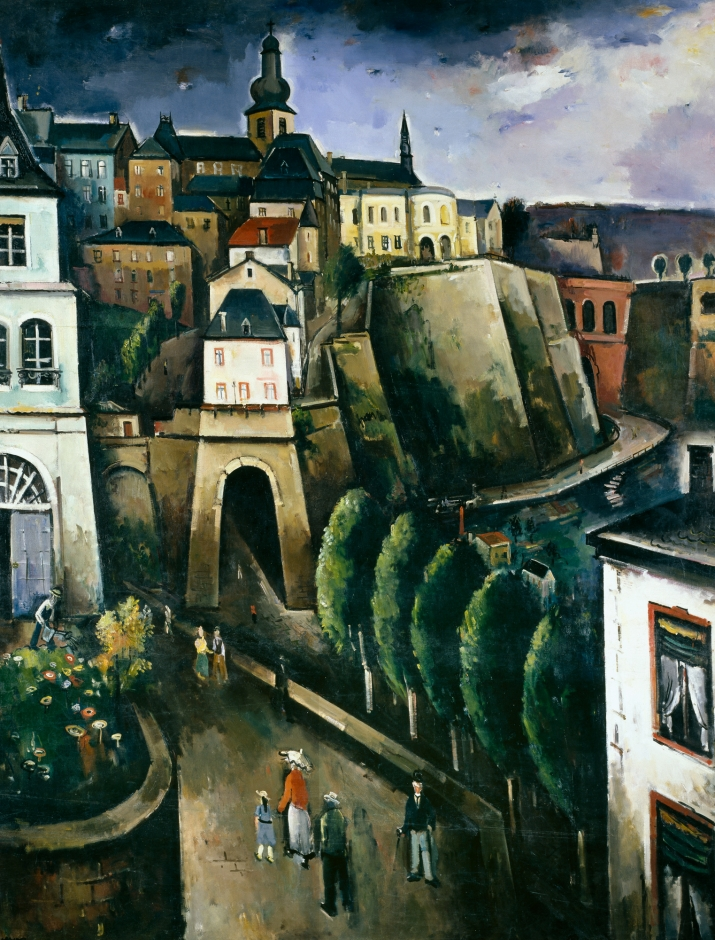
Luxembourg (1937)